# زرنيخات

بنية أيون الزرنيخات

الزرنيخات (Arsenate) هي أيونات حاوية على الزرنيخ لها الصيغة AsO43−، وهي أملاح حمض الزرنيخيك. يكون للزرنيخ حالة أكسدة مقدارها +5 في المركبات الحاوية على هذا الأيون.

## الخواص
- تشبه الزرنيخات الفوسفات في كثير من الخصائص، وذلك لكون الزرنيخ والفوسفور ينتميان لنفس المجموعة في الجدول الدوري. فعلى سبيل المثال توجد هنالك سلسلة من الزرنيخات الممكنة وهي الأساسية (MH2AsO4)، والثانوية (M2HAsO4) والثالثية (M3AsO4)؛ ترمز M هنا للفلز.
- للزرنيخات بنية رباعية الوجوه تكون فيها المسافة As-O زرنيخ-أكسجين 174 بيكومتر. [1]
- تعد الزرنيخات من المواد مؤكسدات متوسطة المقدرة، حيث أن كمون الاختزال لها يبلغ +0.56 فولت، حيث تتحول إلى الزرنيخيت الموافق.

## الوفرة الطبيعية
تدخل الزرنيخات في بنية العديد من المعادن، والتي يمكن أن تكون مترافقة مع الماء (هيدرات) أو خالية منها. على العكس من معادن الفوسفات الأولية، فإن معادن الزرنيخات عبارة عن معادن ثانوية، أي أنها تنشأ من عمليات التجوية. 

## الزرنيخات والبكتريا
أظهر فريق بحث أن بعض أنواع البكتريا، والتي تعيش في الينابيع الساخنة القلوية في بحيرة مونو Mono Lake في كاليفورنيا، تقوم باستهلاك الزرنيخيت (3-AsO3) بدلا من الماء في عملية التركيب الضوئي وتحوله إلى الزرنيخات (3-AsO4) كبديل عن غاز ثنائي أكسيد الكربون.
وجد العلماء في المختبر أن البكتريا تقوم باستخدام الزرنيخيت كمانح للإلكترونات Electron donor اللازمة لحدوث عملية التركيب الضوئي من خلال تفاعل أكسدة-اختزال.

## أمثلة
مركبات
- زرنيخات الكالسيوم Ca3(AsO4)2
- زرنيخات البوتاسيوم KH2AsO4

معادن
أمثلة على المعادن الحاوية على الزرنيخات في بنيتها:
- أداميت Adamite
- أنابيرغيت Annabergite
- إريثريت Erythrite
- ليغرانديت Legrandite